# Aquarela
Aquarela es un documental de 2019 dirigido por Viktor Kossakovski. El filme se desarrolla en diferentes puntos del planeta y aborda la grandeza y la belleza del agua en el mundo, tomando como ejemplo glaciares, mares o catástrofes naturales. El documental no tiene protagonistas ni narradores, solo el sonido y la imagen del agua interactuando en espacios naturales es lo que guía al espectador.
Se visualizó por primera vez en el Festival Internacional de Cine de Venecia en 2018 y fue estrenado definitivamente en Estados Unidos en 2019. Es un documental que destaca por grabar imágenes en 96 frames para captar mejor la imagen de agua, aunque esto limita su proyección en los cines, dado que no todas las salas están preparadas para reproducirla.

## Argumento
El agua, elemento vital para la supervivencia del ser humano, a la par que peligrosa, es el único narrador del documental. Sin personas parlantes y con solo imagen y sonido, el documental de Viktor Kossakovski muestra la grandeza y la monumentalidad del agua en diferentes puntos del planeta. Los glaciares, los mares, los océanos y las fuertes precipitaciones son los elementos principales que componen la película, que, a su vez, mediante fenómenos como, el hielo, la niebla, o la espuma del mar intenta personificar el agua describiéndola como un elemento de belleza y también de destrucción.  
Localizaciones que van desde el lago Baikal en Rusia, hasta otras por las que han pasado grandes desastres naturales, como las recorridas por el huracán Irma o, incluso localizaciones como el Salto del Ángel en Venezuela, aparecen representando el peligro y la fuerza descontrolada del agua en el mundo.
El cambio climático y la delicada situación que vive el medio ambiente también queda reflejada en la historia a través de imágenes de la fuerza de los temporales, de las borrascas y de la rotura de enormes icebergs.

## Producción
El guion de Aquarela fue realizado por Aimara Reques y con la ayuda del director Viktor Kossakovski. El documental es una coproducción de Reino Unido, Alemania y Dinamarca, en la que han participado las compañías: Danish Documentary Production, BFI Film Fund, Majade filmproduktion, Aconite Productions y Louverture Films.

### Rodaje

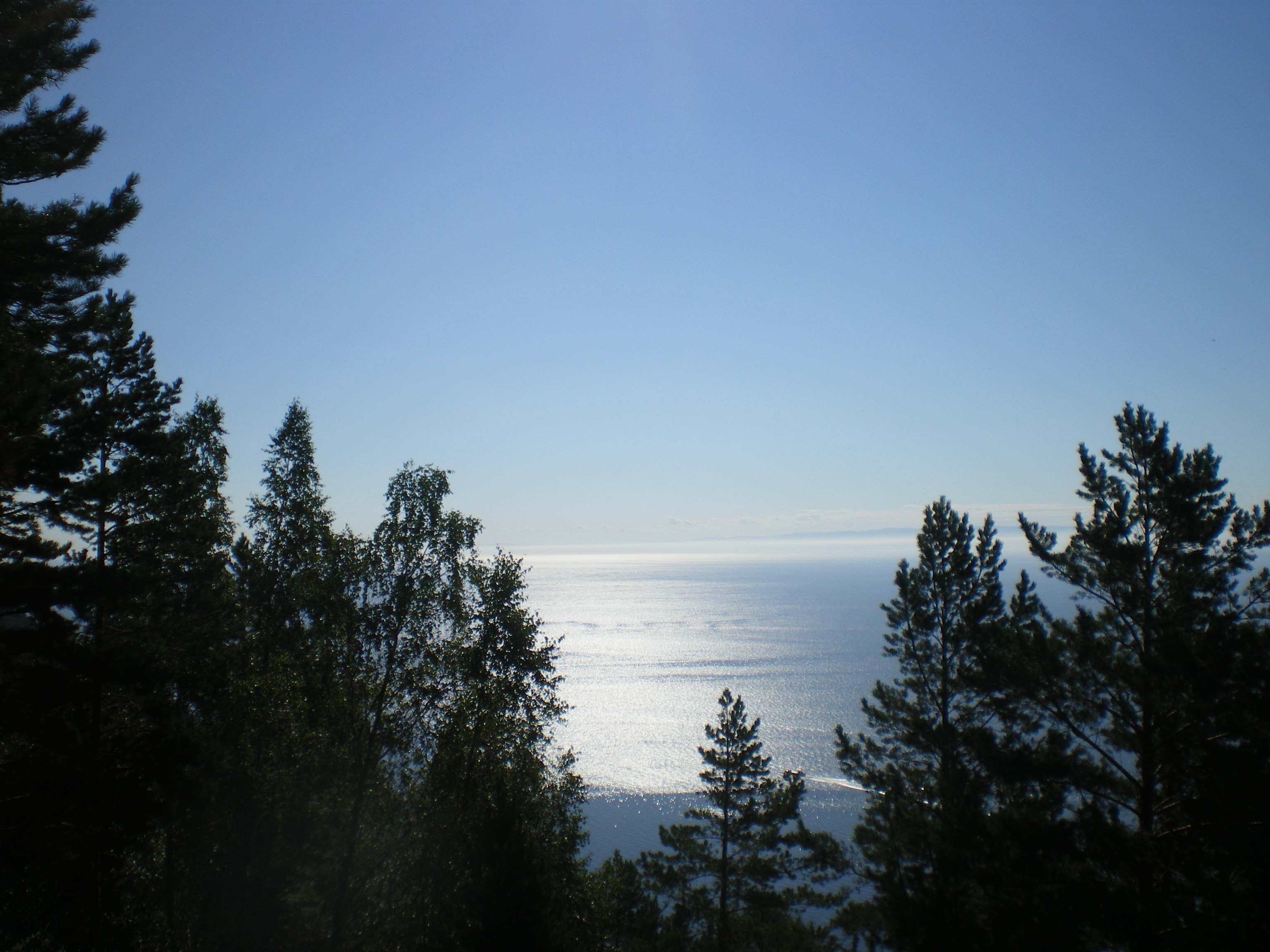
Lago Baikal, Rusia

Los mares más turbulentos, los lagos helados y las aguas donde flotan icebergs fueron los lugares de riesgo en los que tuvo lugar el rodaje. Aquarela se rodó en paisajes naturales reales de todo el mundo pasando por diferentes países como: Portugal, Canadá, Groenlandia, Venezuela y Estados Unidos. Destaca durante el rodaje que Viktor Kossakovski y su equipo grabasen en 96 frames, ya que era una de las formas de captar con calidad el movimiento del agua.
El riesgo durante la grabación era palpable. De hecho, durante el rodaje en el lago Baikal, Viktor Kossakovski y otros miembros del equipo sufrieron un accidente al quedar su coche sumergido tras la rotura del hielo que cubría el lago. No es el único peligro que ha asumido el equipo de rodaje durante la grabación, dado que también se vieron atrapados en una tormenta cuando filmaban en la costa de Nazaré en Portugal, al igual que casi son arrollados en Groenlandia cuando un iceberg colapso a causa del cambio climático.

### Banda sonora
La música del documental se centra en varias piezas de música heavy metal, dejando de lado la idea inicial del director que era acompañar la imagen y el movimiento del agua de música clásica. Las composiciones que aparecen en la película están protagonizadas por Eicca Toppinen, miembro del grupo de metal sinfónico Apocalyptica.

### Sonido
Alexander Dudarev, encargado de sonido, usa el sistema Dolby Atmos  para distribuir todo el sonido ambiente por toda la sala en la que se esté proyectado la película, de forma que intenta llevar al espectador hasta el lugar de la escena. Este sistema provoca que el número de salas que pueden proyectar la película sea limitado.

### Fotografía
El encargado de la fotografía es Ben Bernhard, también conocido por dirigir la fotografía en 2006 de la película Parrilla de Parada de Camiones, junto al propio director del documental Viktor Kossakovski.

## Fidelidad
El documental centra su trama en varios hechos climáticos. Aquarela cuenta con diversas escenas rodadas durante el paso del huracán Irma en 2017 por la ciudad Miami en Florida. Además, Aquarela también centra su historia en evidenciar las consecuencias que está dejando el cambio climático y el calentamiento global, mostrando, por ejemplo, imágenes de icebergs fragmentándose.

## Lanzamiento
El documental fue proyectado por primera vez el 1 de septiembre de 2018 en el Festival Internacional de Cine de Venecia y estrenado definitivamente en los cines el 16 de agosto de 2019 en Estados Unidos, aunque meses antes de su salto a los cines, el documental fue visualizado en varios festivales de cine y artes audiovisuales.
| País           | Fecha                   |
| -------------- | ----------------------- |
| Estados Unidos | 16 de agosto de 2019    |
| Canadá         | 23 de agosto de 2019    |
| Portugal       | 3 de septiembre de 2019 |
| Rusia          | 3 de octubre de 2019    |
| Alemania       | 12 de diciembre de 2019 |
| Reino Unido    | 13 de diciembre de 2019 |
| Irlanda        | 13 de diciembre de 2019 |
| Dinamarca      | 23 de diciembre de 2019 |
| Países Bajos   | 2 de enero de 2019      |
| Francia        | 5 de febrero de 2020    |
| Singapur       | 27 de febrero de 2020   |

## Recepción

### Crítica
La crítica que ha recibido Aquarela es positiva y se ha dirigido principalmente a la narrativa del documental. El crítico de cine Kaleem Aftab, en un artículo de la web Cine Europa, ha hecho una crítica favorable al documental, ya que considera que muestra la fuerza y la belleza del agua mostrando pequeños lugares del planeta. En cuanto a los espectadores, Aquarela ha sido calificada como un documental sincero y curioso, a la par que revelador en cuanto a situación climática del planeta en críticas que recoge la base de datos Filmaffinity. A su vez, Aquarela ha recibido un índice de aprobación del 82% en la página web estadounidense Rotten Tomatoes fundamentándose en 61 comentarios de los espectadores.

## Recorrido
Aquarela ha recorrido varios festivales de cine antes de su estreno en los cines. El documental se ha visualizado desde el Festival Internacional de Cine de Venecia, donde fue reproducido por primera vez, hasta muchos otros eventos de todo el mundo como el Festival Internacional de Documentales de Ámsterdam. En julio de 2019 el documental fue proyectado en el evento Phenomena Experience en la ciudad de Barcelona.
| Festival                                                     | País           | Fecha                    |
| ------------------------------------------------------------ | -------------- | ------------------------ |
| Festival de Venecia                                          | Italia         | 1 de septiembre de 2018  |
| Festival de cine de El Gouna                                 | Egipto         | 24 de septiembre de 2018 |
| Festival de cine de Zúrich                                   | Suiza          | 29 se septiembre de 2018 |
| Festival de cine de Londres                                  | Reino Unido    | 13 de octubre de 2018    |
| Festival internacional de documentales de Ámsterdam          | Países Bajos   | 17 de noviembre de 2018  |
| IDFA de Groningen                                            | Países Bajos   | 25 de noviembre de 2018  |
| Festival de cine de Gothenburg                               | Suecia         | 27 de enero de 2019      |
| Festival de cine de Sundance                                 | Estados Unidos | 28 de enero de 2019      |
| Festival de documentales de Helsinki                         | Finlandia      | 31 de enero de 2019      |
| Festival de cine de Tallin                                   | Estonia        | 1 de febrero de 2019     |
| Festival de cine de Glasgow                                  | Reino Unido    | 22 de febrero de 2019    |
| Festival internacional de cine independiente de Buenos Aires | Argentina      | 10 de abril de 2019      |
| Festival de cine de Estambul                                 | Turquía        | 13 de abril de 2019      |
| Festival de cine biográfico                                  | Italia         | 9 de junio de 2019       |
| El Festival Internacional de Cine Revelation Perth           | Australia      | 9 de julio de 2019       |
| Phenomena Experience                                         | España         | 7 de julio de 2019       |
| Festival Internacional de Maine                              | Estados Unidos | 14 de julio de 2019      |